# 过分投票
当一个人的投票数超过选举中所允许的最大选择数时，即发生过分投票。 结果会当作废票处理，不计入最终计票.
过分投票的一个例子就是规则要求“投票不超过一个”，但是却投票选举了两名候选人。按罗伯特议事规则，此类投票是非法的。
将欠票和过分投票结合起来可以作为评估投票系统记录选民意图的准确性的学术指标。
尽管在多个投票系统中进行过分投票或进行有限投票始终是非法的，但是在某些其他选举方法（包括批准投票）中，这种投票方式是有效的，因此无效的过分投票是不可能的。
在公司世界中，“过分投票”一词描述了这样一种情况，即某人所投票的代理人比他们被授权的票数多，或者所投票的股份数比其所拥有的股份多。